# Мертвий Култук
Мертвий Култук (колишня затока Цесаревича і затока Комсомолець) — раніше затока біля північно-східного берега Каспійського моря, нині протока в затоку Кайдак. Розташована на території Мангистауської області Казахстану.
У процесі зниження рівня води в Каспійському морі в середині XX століття більша частина затоки перетворилася на великий сор (солончак), площа зменшилася від 15 тис. км2 до 500 км2, глибина не перевищувала 1 м.
Нині[коли?] рівень води в Каспії підвищується, тому Мертвий Култук збільшується, а затока Кайдак, що колись пересихала, знову заповнюється водою.
У північній частині сора розташоване однойменне нафтове родовище.

## Топографічні карти
- Аркуш карти L-39. Масштаб: 1:1 000 000. Вказати дату випуску/стану місцевості.
- Аркуш карти L-40. Масштаб: 1:1 000 000. Вказати дату випуску/стану місцевості.